# Crines
Crines o Crinas (en grec antic Κρίνας en llatí Crinas) que va viure al segle i, va ser un metge i astròleg nascut a Massàlia, i va exercir el seu ofici a Roma en el regnat de Neró a la segona meitat del segle i.
El coneixem sobretot per Plini el Vell. Va introduir l'astrologia en els seus tractaments mèdics i Plini explica que, consultant taules astronòmiques, regulava el règim dels menjars i fixava els horaris de les medicacions segons els moviments dels astres. Va fer fortuna i al morir va deixar a la seva ciutat deu milions de sestercis a més d'una quantitat semblant que havia donat en vida per construir les muralles de Massàlia.